# Торрентс, Хофре
Хофре Торрентс Сальват (исп. Jofre Torrents Salvat; 28 января 2007, Ла-Сельва-дель-Камп, Испания) — испанский футболист, защитник клуба «Барселона».

## Клубная карьера
16 августа 2025 года Торрентс дебютировал за основную команду «Барселоны» в матче Чемпионата Испании против «Мальорки».